# Riu Umpqua
L’Umpqua (/ ˈʌmpkwə / AFI) és un riu a la costa d'Oregon als Estats Units amb una llargada de 111 milles (179 km). És un dels principals rius de la costa d'Oregon i conegut pels llobarros i les aloses, el riu drena una extensa xarxa de valls a les muntanyes a l'oest de la serralada Cascade i al sud de Willamette Valley, de la qual està separat per les muntanyes Calapooya. Des del seu naixement al nord-est de Roseburg, l'Umpqua davalla cap al nord-oest per l'Oregon Coast Range  i desemboca al Pacífic a Winchester Bay. El riu i els seus afluents transcorren gairebé completament a dins del comtat de Douglas, abastant la majoria part de la conca hidrogràfica del riu des de les Cascades fins a la costa. Les "Cent Valls de l'Umpqua" formen el cor de la indústria de la fusta del sud d'Oregon, generalment centrada a Roseburg.

## Geografia
L'Umpqua és un dels quatre grans rius d'Oregon que neixen a l'est de la serralada de les Cascades i desemboquen al Pacífic. Els altres són el Rogue (a Oregon), el riu Klamath (que davalla d'Oregon a Califòrnia) i el riu Columbia (que davalla de la Colúmbia Britànica a Washington i el Pacífic entre Oregon i Washington). Desemboca prop d'Elkton a 56.9 milles (91.6 km) de la desembocadura . La seva conca abasta 4,640 sq mi (12,000 km2)
Els afluents anomenats del naixement a la desembocadura són els rius North Umpqua i South Umpqua seguits pel rierols (creek) Hidden Valley, Calapooya, Mill, Hubbard i Rock. A continuació vénen els rierols Bottle, Cougar, Wolf, Powell, Leonard, Basin i Lost, seguits de Galagher Canyon. El següent és Yellow Creek, després els rierols Deep Gulch i McGee, Waggoner, Martin, Brads, Williams, Whitehorse, Mehl, Fitzpatrick i Heddin creeks.
Més avall hi ha els rierols Elk Creek, després Grubbe, Hart, Beener, Gould, Sawyer, Paradise, Stony Brook i Little Stony Brook. Després venen els rierols Scott, Butler, Lutsinger, Weatherly, Burchard, Golden, Wells i Little Mill Creek. Mill Creek és el següent, seguit del rierols Luder, Charlotte, Franklin, Indian Charlie, Harvey i Dean. Entre els trams inferiors hi ha el riu Smith i els rierols Scholfield, Providence i Winchester.

## Història
Al començament  del segle XIX la tribu umpqua cedí la majoria de les seves terres al govern dels EUA en el Tractat de 1855 amb els umpqua i kalapuya ,acceptant traslladar-se a una reserva al comtat de Lincoln incloent-se a les Tribus Confederades d'Indis Siletz .
A la Gran Inundació del 1862 l'Umpqua produí la major riuada coneguda pels indis de la zona d'aquell moment, i l'aigua arribà als 10 a 15 peus (3.0 a 4.6 m), superant la riuada del 1853. La inundació és produí entre el 3 de novembre i el 3 de desembre, disminuint durant dos dies i després tornà a pujar fins al 9 de desembre. A Fort Umpqua es tallà la comunicació riu amunt a partir de Scottsburg, i el riu quedà ple de cases, graners, baranes i productes flotant. El riu Coquille va arrasar les propietats dels colons. També es van produir grans danys al riu Rogue i a altres petits rierols.

## Activitats recreatives
El riu Umpqua és una destinació popular per a la pesca amb mosca i el ràfting.Hi ha diversos campaments i parcs de vehicles recreatius al riu Umpqua, alguns dels quals ofereixen càmpings per a autocaravanes davant del riu, rampes per a vaixells, punts de neteja de peixos i dutxes d'aigua calenta per als hostes.